# Vorinostat
El vorinostat o ácido suberoilanidido hidroxámico es un fármaco inhibidor de la histona desacetilasa (HDAC) que actúa como modificador epigenético al modificar la estructura de las histonas, proteínas necesarias para la condensación de la cromatina. Fue el primer fármaco de esta naturaleza en ser aprobado para el tratamiento de linfomas cutáneos de células T. 

## Mecanismo de acción
Las histonas son proteínas necesarias para la compactación del DNA en nucleosomas. Para poder iniciar la transcripción es necesario re ordenar la cromatina en su forma menos compacta (eucromatina), en este reordenamiento es importante la acetilación de las histonas por la enzima histona acetil transferasa, de esta manera se crea un espacio entre las cadenas de DNA y las histonas, con lo cual los complejos enzimáticos implicados en la transcripción se pueden unir al DNA y de esta forma se inicie este proceso. Para devolver a la cromatina a su estado más compacto (heterocromatina) es necesaria eliminar las acetilaciones de las histonas, aquí es donde actúa la enzima histona desacetilasa. El vorinostat se une a un ion cítrico de zinc en el sitio activo de la enzima con lo cual inhibe su función y por consiguiente el DNA está en la forma metabólicamente activa eucromatina. No se sabe con precisión el impacto de esta actividad en las propiedades antineoplásicas del vorinostat, pero al impedir la condensación de la cromatina interfiere directamente en el ciclo celular.
El vorinostat se diferencia de otros inhibidores de la HDAC porque no es específico de algún subtipo, sino que inhibe tanto a las HDAC de clase 1 y 2.

## Farmacocinética
El nombre comercial del vorinostat es Zolinza, las cuales son tabletas de 100 mg de gelatina dura de color blanco opaco. El medicamento se administra en una única dosis de 400 mg vía oral (Mann et al., n.d.). En el metabolismo, la fase 1 comprende la hidrólisis del enlace carboxamida terminal y en la fase 2 hay una glucuronidación de su grupo hidroxiamino. La vida media es de 2 horas.

## Efectos adversos
Entre los efectos adversos se encuentran síntomas gastrointestinales (nausa, diarrea), fatiga y trombocitopenia (Duvic & Vu, 2007). Los efectos adversos graves se presentan en raras ocasiones, pero estos inlcluyen trombosis venosa profunda y embolia pulmonar. No se han reportado efectos graves en el corazón, aun así en pacientes con anormalidades cardiacas se debe monotorizar el segmento QTc y las concentraciones de electrolitos (K+ y Mg++). 